# Gerald Meyer
Gerald Meyer (ur. 18 czerwca 1987) – południowoafrykański zapaśnik walczący w stylu wolnym. Dwukrotny uczestnik mistrzostw świata, zajął 22. miejsce w 2010. Zdobył srebrny medal na mistrzostwach Afryki w 2009 i 2014. Czwarty na igrzyskach wspólnoty narodów w 2010. Trzeci na mistrzostwach Wspólnoty Narodów w 2013.